# Дневник Ане Франк
Дневник Ане Франк (хол. Het Achterhuis) је дело Ане Франк, једне од жртава Холокауста, које је објављено од стране њеног оца Ота 1947. Као прогоњени Јевреји, породица Франк се пред нацистима сакрива у тајним просторијама фирме њеног оца где је он био партнер и директор у Амстердаму.
За време двогодишњег скривања, па све до издаје њиховог склоништа, Ахтерхауса, Ана у дневнику бележи догађаје, стрепње и проблеме који се развијају при животу у таквим условима. У дневнику су задржане и емоционалне ерупције свих становника Ахтерхауса. Тако је видљива љубомора при подели намирница, љубомора станара једних према другима, као и страхови од издаје и доласка Гестапоа. Такође је видљиво како неке ситне ствари у оваквим условима добијају на вредности. На пример, један од најважнијих поседа Ане је обични чешаљ који је и извор неколико конфронтација Ане са њеном сестром Марго. Ана у записима приказује и жеље тинејџерке тог времена, али и немогућности приватности у тим условима.
Тајно склониште има и свој правилник.
Време починка је у 10 сати увече до 7.30 ујутру, осим недеље када се на спавање ишло у 10.15 сати. Доручак је у 9 сати ујутру, а недељом и празником у 11.30 сати. Ручак је од 1.15 до 1.45 сати, а вечера зависно од емисија и вести и није била временски одређена. Купање је недељом почевши од 9 сати ујутру па надаље како је коме доступно.
Овај дневник је један од ретких записа који показују зависност од других и страх од режима тог времена. Дневник Ане Франк у оригиналу се налази у Rijksinstituut voor Oorlogsdocumentatie, холандском институту за ратну документацију.
Анин отац Ото је након завршетка рата био једини преживели у породици, а и једини преживели од станара склоништа.

## Станари 'Тајног склоништа'
Ана описује станаре како га она назива Тајног скровишта  на основу својих запажања и њеног односа са њима, али користећи псеудониме, да их, чак иако пронађу дневник, Немци не би открили:
Госпођа Ван Дан - лош пример, наметљива, себична, прорачуната и никад задовољна. Неизрециво непријатна особа која нас на овај или онај начин стално гњави.
Питер - син Ван Данових, прилично тих, неспретан и стидљив младић. Прилично досадан и будала, пола дана се излежава у кревету, онда нешто резуцка, а онда опет дрема.
Понекад уме да изађе из своје љуштуре и уме бити веома забаван.
Анин отац звани Пим - крајње скроман и стрпљив човек и увек благонаклон. Увек прво мисли на друге, а тек после на себе.
Анина мајка - често саркастична, углавном у константном сукобу са Аном, без разумевања за њу.
Анина старија сестра Маргот - мајчина љубимица, Најзгоднија, најдражеснија, најлепша девојка на свету коју сви воле. За мој укус сувише тиха и пасивна и у свему попушта.
Господин Алберт - крути старомодни пуританац, проповедник дугачких развучених проповеди о понашању.